# 水神の滝 (徳島県)
水神の滝（すいじんのたき）は、徳島県吉野川市の一級河川・飯尾川支流である湯吸谷川にかかる滝。吉野川市指定名勝。

## 地理
湯吸山の渓流は谷底に起伏する緑泥岩をくぐり、激しく景観を添え堰かれて雌滝となり、さらに巨大な岩頭からなだれて飛瀑となり、雄滝の勇姿を現している。

## 歴史
古くは滝の上に水神を祀り、干ばつの際に神職が滝つぼに入って祈ると雨が降ったとの言い伝えが残る。滝の周辺には紫雲石があり、徳島藩政時代には「お紫め石」として領外へ持ち出しが禁止されていた。
1982年（昭和57年）3月15日に吉野川指定名勝となる。2007年（平成19年）5月12日公開の映画『眉山』のロケ地として使用された。

## 交通
- JR徳島線阿波川島駅下車、徒歩約40分。
- 国道192号・徳島県道43号神山川島線を南へ車で約10分。